# Benjaminas Sakalauskas
Benjaminas Sakalauskas (* 6. Mai 1955 in Nischni Katschergat, Oblast Irkutsk, Sowjetunion) ist ein litauischer Förster und ehemaliger Kommunalpolitiker. Er war Bürgermeister von Zarasai und von 1997 bis 2014 Generalforstmeister Litauens.

## Leben
Sakalauskas wuchs in einer Vertriebenen-Familie auf. 1970 nach dem Abschluss einer achtjährigen Schule Nischnij Katschergat absolvierte er 1974 das Forsttechnikum Irkutsk und 1988 das Studium an der Forstfakultät  der Aleksandras-Stulginskis-Universität in Kaunas und wurde Forstingenieur.
Von 1974 bis 1975 war Sakalauskas Forsttechniker und Förster in Goloustno (Gebiet Irkutsk). 1977 kam er nach Litauen und arbeitete als Revierförster von Salagiris im Rajon Rokiškis. Im gleichen Jahr kehrten seine Eltern aus dem Exil zurück. Von 1982 bis 1995 war er Revierförster von Dusetos. Von 1997 bis November 2014 war litauischer Generalforstmeister (am Umweltministerium Litauens).
Seit 1994 ist Sakalauskas Mitglied der litauischen politischen Gefangenen- und Flüchtlings-Union.
Von 1990 bis 1995 war Sakalauskas  Stadt- und Kreisratsvorsitzender in Dusetos, von 1995 bis 1997 Bürgermeister der Rajongemeinde Zarasai.

## Familie
Mit seiner Frau Irena hat er die Töchtern Eglė und Ieva.